# Efraïn Jonckheer

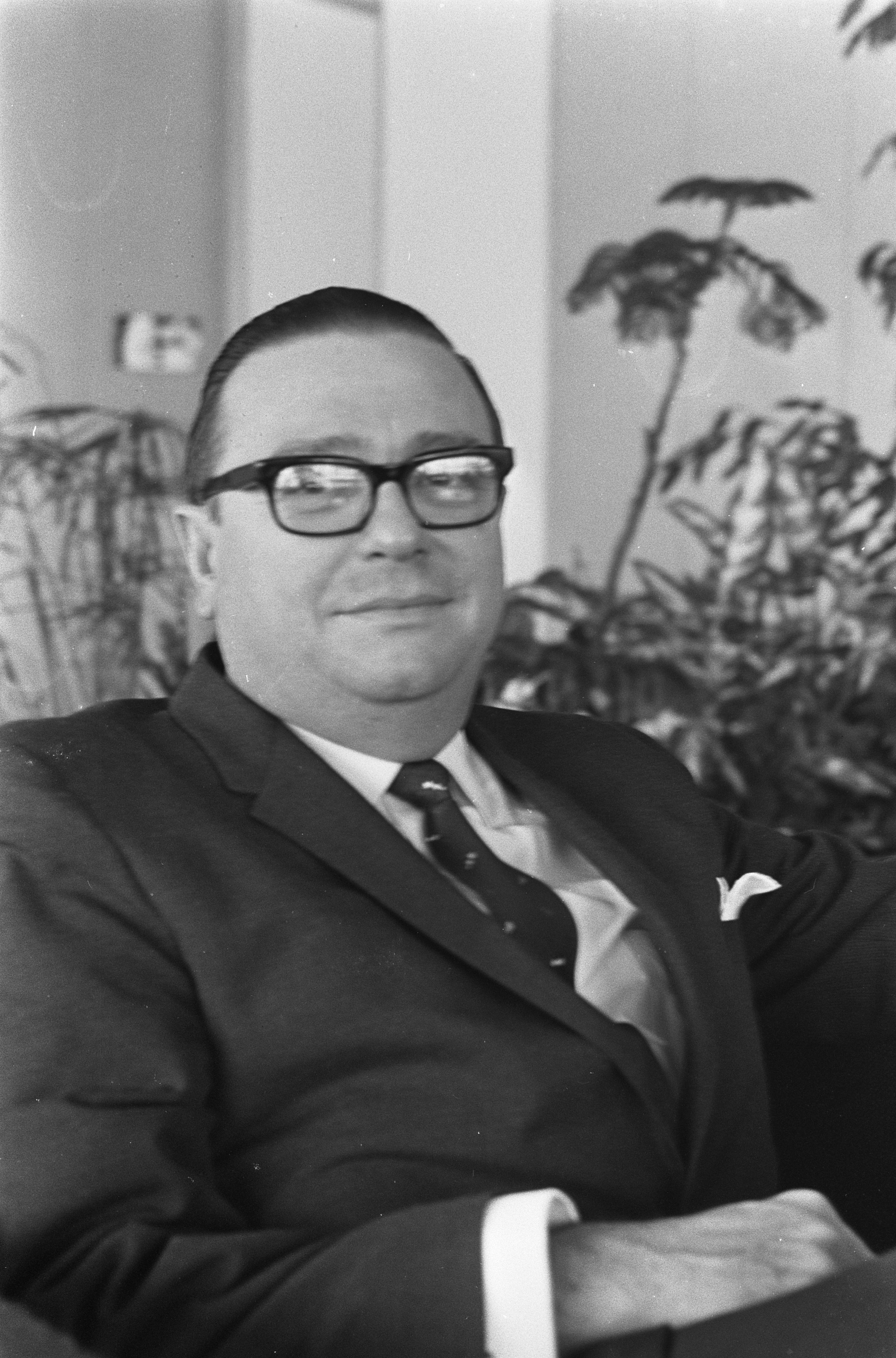
Efraïn Jonckheer in 1967

Efraïn Jonckheer (Curaçao, 20 oktober 1917 – Amsterdam, 30 maart 1987) was een Nederlands-Antilliaans politicus. Hij was van 1954 tot 1968 minister-president van de Nederlandse Antillen.
Jonckheer speelde een rol in de grotere autonomie voor de Antillen in de jaren 50 en was een van de ondertekenaars van het Statuut voor het Koninkrijk der Nederlanden. Hij zat namens de Democratische Partij, waarvan hij in 1964 de eerste voorzitter was, in de Eilandsraad van Curaçao en de Staten van de Nederlandse Antillen. In 1954 volgde hij Moises Frumencio da Costa Gomez op als regeringsleider en werd de eerste officiële minister-president van de Nederlandse Antillen. Dit bleef hij tot 1968 en aansluitend was Jonckheer tot begin 1971 gevolmachtigd minister van de Nederlandse Antillen onder de kabinetten Kroon, Sprockel en Petronia. Hij was daarna ambassadeur in Venezuela en Costa Rica en tevens geaccrediteerd in Panama en Nicaragua. In 1965 kreeg hij een eredoctoraat aan de Vrije Universiteit.
Jonckheer werd gedecoreerd als Commandeur in de Huisorde van Oranje en was in 1968 de eerste Antilliaan die tot Commandeur in de Orde van de Nederlandse Leeuw werd benoemd.
Hij was gehuwd met Blanca Sara Heyer en samen kregen ze drie kinderen. Bij zijn overlijden was hij gehuwd met Joyce van Veen.
Moises Frumencio da Costa Gomez · 
Efraïn Jonckheer · 
Ciro Kroon ·
Gerald Sprockel ·
Ernesto Petronia ·
Ronchi Isa ·
Otto Beaujon · 
Juancho Evertsz · 
Lucina da Costa Gomez-Matheeuws ·
Boy Rozendal ·
Miguel Pourier · 
Don Martina ·
Maria Liberia-Peters · 
Suzy Camelia-Römer ·
Alejandro Felippe Paula · 
Etienne Ys ·
Ben Komproe ·
Mirna Louisa-Godett ·
Emily de Jongh-Elhage